# Исаков, Пётр Ефимович
Пётр Ефимович Исаков (1900—1957) — советский футболист, тренер. Заслуженный мастер спорта СССР (1934). Отличник физической культуры (1955).

## Биография
Родился в 1900 году в селе Никольском Покровского уезда Владимирской губернии (ныне город Орехово-Зуево Московской области).
В детской футбольной команде, созданной англичанами на текстильном производстве фабрики Морозова, начал играть с 1912 года.
Выступал за команду посёлка Никольское (в настоящее время — город Балашиха). Выступал в одной команде с будущим актёром театра и кино Николаем Баталовым.
Выступал за клубы «Замоскворецкий клуб спорта» Москва (1916—1922), «Красная Пресня» Москва (1923—1925), «Пищевики» Москва (1926—1930), «Промкооперация» Москва (1931), «Дукат» Москва (1932—1933). Одновременно выступал за сборную Москвы (1916—1932) и сборную РСФСР (1923—1931). Первым из центральных нападающих начал играть несколько сзади своих партнёров, снабжая их мячами. За мастерство передач, тонкое предугадывание игровых ситуаций любители футбола называли его «профессором».
За сборную СССР (1924-25) сыграл 2 матча. Также сыграл в 3 неофициальных матчах (забил 2 гола) за сборную РСФСР.
В составе сб. СССР участник победной поездки в 1923 году по Скандинавии, Финляндии, Германии, Эстонии (забил 28 голов).
Чемпион СССР (и победитель Всесоюзной Спартакиады) — 1928, 1931 (в них — 2 матча).
Чемпион РСФСР — 1928, 1931. Чемпион Москвы — 1918 (в, о), 1919 (в), 1920 (в), 1922 (о), 1923 (в), 1927 (о).
В «44-х» (журнал «ФиС») — № 1 (1928).
Много лет был лучшим центрфорвардом СССР. Прекрасно ориентировался в игре, находил лучший тактический ход в каждом игровом эпизоде. Мастерски владел ударами с обеих ног и дриблингом.
Тренер «Спартака» — 1942-48, тренер юношеских команд «Спартака» — 1949-56.
Скончался 3 апреля 1957 года. Тело было кремировано, урна с прахом захоронена на Донском кладбище в Москве.